# Arnold Cremer
Arnold Maria Justin Cremer (* 1. September 1875 in Brüssel; † 19. August 1958 in Lüdinghausen) war ein deutscher Jurist, Unternehmer und Politiker (Zentrum).

## Leben
Der Sohn von Josef Cremer (1845–1938; Besitzer der Brauerei Thier & Co.) und dessen Ehefrau Auguste Cremer geb. Schlüter (1849–1931) absolvierte nach dem Besuch des Gymnasiums in Brilon eine Banklehre bei der Rostocker Bank und ging auf die Höhere Handelsschule in Dortmund. Im Anschluss an seine Berufsausbildung studierte er Rechts- und Staatswissenschaften an der Rheinischen Friedrich-Wilhelms-Universität Bonn, der Julius-Maximilians-Universität Würzburg, der Albert-Ludwigs-Universität Freiburg, der Friedrich-Wilhelms-Universität Berlin und der Universität Rostock. 1903 wurde er an der Rostocker Universität zum Doktor der Rechte promoviert (Dissertation: Die juristische Natur der Sonderrechte im Deutschen Reichsstaatsrecht.). Im folgenden Jahr unternahm er eine Studienreise nach Nordamerika.
Nach seiner Rückkehr trat Cremer in das väterliche Unternehmen ein. Ihm wurde 1905 Prokura erteilt und seit 1908 war er gemeinsam mit seinen Brüdern Teilhaber der Brauerei. Er war außerdem stellvertretender Vorsitzender des Verbandes Dortmunder Bierbrauer, geschäftsführendes Vorstandsmitglied des Deutschen Brauer-Bundes, Vorstandsmitglied des Schutzverbandes der Brauereien der ehemaligen Brausteuergemeinschaft und Aufsichtsratsmitglied der Kali-Industrie AG.
Cremer trat in die Zentrumspartei ein, war dort Mitglied des Reichsausschusses der Handels- und Industriebeiräte und wurde in den Vorstand der Partei gewählt. Von 1911 bis 1922 war er Stadtverordneter in Dortmund. 1921 wurde er als Abgeordneter in den Preußischen Landtag gewählt, dem er bis zum Ende der vierten Legislaturperiode (1933) angehörte. Im Parlament vertrat er den Wahlkreis 18 (Westfalen-Süd).
Arnold Cremer war seit 1906 mit Agnes geb. Weltmann (1884–1970) verheiratet und hatte mit ihr neun Kinder.

## Ehrungen
- Cavaliero Comendador da Ordem de Sao Gregorio Magno (Gregoriusorden)